# Közönséges karvalykakukk
A közönséges karvalykakukk (Cuculus varius vagy Hierococcyx varius) a madarak osztályának kakukkalakúak (Cuculiformes) rendjébe, ezen belül a kakukkfélék (Cuculidae) családjába tartozó faj.

## Előfordulása
Banglades, Bhután, India, Mianmar, Nepál, Pakisztán, Srí Lanka területén honos. Kóborlásai során eljut Ománba és Thaiföldre is.

## Megjelenése
Testhossza 34 centiméter.

## Életmódja
Főként rovarokkal, különösen nagy testű hernyókkal táplálkozik.
|  |

## Szaporodása
Költésparazita madár, a timáliafélék fészkébe rakja tojását.

## Külső hivatkozások
- Képek az interneten a fajról
- Ibc.hbw.com - videó a fajról[halott link]